# 幸兵衛窯
幸兵衛窯（こうべえがま）は、岐阜県多治見市市之倉町にある窯元。江戸城本丸、西御丸御用窯。当代は七代加藤幸兵衛、八代加藤亮太郎。先代は人間国宝の加藤卓男。2009年と2011年の日本旅行ガイド「ミシュラン・グリーンガイド・ジャポン」（フランス語版）で二つ星（「寄り道する価値がある」）を獲得した。

## 施設
- 幸兵衛窯本館
- 古陶磁資料館
- 工芸館
- 穴窯
- サロン壷中洞（こちゅうどう）
- アクセサリー工房
- 幸兵衛窯作陶館

## 周辺
- 市之倉さかづき美術館
- セラミックパークMINO
- 岐阜県現代陶芸美術館（セラミックパークMINOの中核施設）
- 多治見市美濃焼ミュージアム
- 多治見市モザイクタイルミュージアム
- とうしん美濃陶芸美術館
- こども陶器博物館
- 荒川豊蔵資料館
- 可児郷土歴史館
- 土岐市美濃陶磁歴史館
- 瑞浪市陶磁資料館